# عبد الحميد الشيرازي
عبد الحميد بن أحمد بن عبد الصمد الشيرازي (الفارسية: عبدالحمید بن احمد بن عبدالصمد شیرازی)، كان وزيرًا فارسيًا للسلطان الغزنوي إبراهيم وابن الأخير مسعود الثالث.

## السيرة
كان ابن الوزير الغزنوي البارز أبو نصر أحمد الشيرازي، الذي كان ابن أبي طاهر الشيرازي، السكرتير في عهد السامانيين، وكانت عائلته في الأصل من شيراز في جنوب إيران. في عام 1077/8 م، عُين عبد الحميد من السلطان إبراهيم وزيرًا له، وبعد وفاة الأخير في عام 1099، استمر في العمل كوزير في عهد ابنه مسعود الثالث حتى عام 1114/1115. بعد صراع أُسري قصير بين بعض أمراء الغزنويين، خرج ابن مسعود الثالث، أرسلان شاه، منتصرًا وأصبح الحاكم الجديد للإمبراطورية الغزنوية. لكن حكم أرسلان شاه لم يكن طويلًا؛ إذ عُوملت والدته، وهي أميرة سلجوقية تدعى جوهر خاتون، معاملة سيئة، مما دفع شقيقها أحمد سنجر إلى غزو ممتلكات أرسلان شاه، حيث تمكن من هزيمة أرسلان شاه بشكل حاسم وجعل شقيقه بهرام شاه الحاكم الجديد لسلالة الغزنويين، وفي الوقت نفسه اعترف بسيادة السلاجقة. ومن المرجح أن عبد الحميد، الذي كان من أنصار أرسلان شاه، قُتل أثناء هذا الصراع.
كان لعبد الحميد ابن اسمه محمد، والذي بدوره كان له ابن اسمه أبو المعالي نصر الله، الذي برز في بلاط الغزنويين كشاعر ورجل دولة ممتاز، وأصبح في نهاية المطاف وزيرًا للسلطان خسرو مالك.